# Španski bezeg
Špánski bèzeg (znanstveno ime Syringa vulgaris), tudi májnica (star.), navádna lípovka, jorgovan (pog. iz sbh.) ali sirínga (pog. iz lat.), je vrsta grmovnic iz roda Syringa z dišečimi vijoličastimi ali belimi cvetovi.